# 演劇改良運動
演劇改良運動（えんげきかいりょううんどう）は、明治時代に歌舞伎を近代社会にふさわしい内容のものに改めようとして提唱された運動。1886年に結成された演劇改良会が運動の中心になった。運動自体は成功したとは言い難いが、天皇の観劇を実現させたほか、運動に刺激を受けて歌舞伎座が開場するなど、歌舞伎の新時代を画した。

## 背景
明治時代に入って文明開化の世となり、西洋の演劇に関する情報も知られるようになると、歌舞伎の荒唐無稽な筋立てや、興行の前近代的な慣習などを批判する声が上がった。
1872年（明治5年）歌舞伎関係者が東京府庁に呼ばれ、貴人や外国人が見るにふさわしい道徳的な筋書きにすること、作り話（狂言綺語）をやめることなどを申し渡された。1878年4月28日、伊藤博文・依田学海は、内務大書記官松田道之邸で、守田勘弥・市川團十郎・尾上菊五郎らに演劇改良の必要を説いた。
1878年（明治11年）には新富座が洋風建築で再建され、華々しく開場式が行われた。ガス灯が灯され、軍楽隊が演奏する中、座元の十二代目守田勘彌、九代目團十郎をはじめとする歌舞伎役者は燕尾服で式に臨んだ。次第に、歌舞伎の荒唐無稽さを排して西洋にも通用する新しい演劇を目指す意見が各界で生まれていった。

### 團十郎と活歴
歌舞伎の改良を志した九代目市川團十郎は仲間を集め、1883年（明治16年）に求古会を結成、翌年4月、新富座の「二代源氏誉身換」を皮切りに、正確な時代考証を目指した史劇を上演した。團十郎の新史劇は一部の知識人などに評価されたものの、多くの観客には支持されず、仮名垣魯文に「活歴物」と揶揄された。

## 演劇改良会の活動
鹿鳴館時代の1886年（明治19年）8月、第1次伊藤内閣の意向もあって、末松謙澄、渋沢栄一、外山正一をはじめ、政治家、経済人、文学者らが演劇改良会を結成、8月6日付『歌舞伎新報』に「演劇改良趣意書」を載せる。文明国の上流階級が見るにふさわしい演劇を主張し、女形の廃止（女優を出演させる）、花道の廃止、劇場の改良、芝居茶屋との関係見直しなどを提言し、以下のような目標を発表する。
- 一 従来演劇の陋習を改良し、好演劇を実際にださしむること。
- 二 演劇脚本の著作をして、栄誉ある業たらしむること。
- 三 構造完全にして、演劇その他音楽会、歌唱会の用に供すべき一演技場を構造すること。

翌年には、当時外務大臣だった井上馨の邸宅に設けた仮設舞台で明治天皇による天覧歌舞伎が実現し、團十郎、菊五郎、左團次をはじめとする当時の看板役者が一堂に会し『勧進帳』などをつとめる。これによって、歌舞伎の社会的地位は大いに上った。
このような追い風を受け、1887年（明治20年）1月、演劇改良会は法人の創設を目指すことを決めた。福地桜痴が定款を書き、渋沢、益田孝、岩崎弥太郎、大倉喜八郎ら財界人が賛同した。この時に、20万円の建築費を充てて約600坪の敷地に2千人収容の大劇場を建築するという壮大な案が示された。一方では外部からの作品提供をめざして、歌舞伎役者の川尻宝岑、漢学者の依田学海合作の脚本「吉野拾遺名歌誉」の上演を企画し、名士が集まって批評会まで開いたが、いずれも実現に至らなかった。末松が天覧歌舞伎の「勧進帳」上演に際し、長唄の文言を改正しようとして、同志の福地に新聞紙上で批判される事件が起こるなど、内部でもまとまりを欠く有様で、座元の反対もあった。
最大の後援者である井上は条約改正に失敗して失脚（1887年9月）。改良会の極端な欧化主義に対して文学者の坪内逍遙、森鴎外等も反対し、改良会は1888年に消滅した。
勘弥は一連の活動について「いくら偉い人が集まっても、所詮は素人が汁粉屋を始めたようなもの」として否定的な意見を述べるも、「仮に今は失敗しても、何年かは会の趣旨が立に役立つ時が来るだろうから、決して無駄ではないさ。」とその将来の影響を予言している。

## 運動の影響
上流階級の人々が始めた演劇改良会の主張は花道の廃止など急進的であり、受け入れられない面もあった。演劇改良会の運動は中途半端なままに終わったと言えるが、改良への動きは様々な影響を残した。
1889年（明治22年）木挽町に開場した歌舞伎座は演劇改良運動の成果の一つと言える。改良会員だった福地桜痴が座主となって開場したが、借金問題から経営を離れ、座付作者として近松などの作品を改作し、團十郎とともに劇の改良を続ける。また、演劇改良会の活動を継いだ演劇矯風会（1888年。翌年、演芸協会に改称）には逍遙、鴎外らも参加して穏健な改革を志した。
演劇改良運動は主に東京での運動であったが、大阪にも影響を与え、演劇改良会社が設立され、第1回興行として浪花座で『千種龝嵯峨月影』を上演した（1887年10月、仲国に中村宗十郎）。
演劇改良への機運はその後も続き、川上音二郎による戦争劇や新派劇、川上の妻・貞奴を嚆矢とする女優の台頭、1904年（明治37年）の坪内作『桐一葉』の初演や松居松葉、森鷗外ら外部の脚本の採用、1909年（明治42年）の二代目左團次と小山内薫による自由劇場の旗揚げ、さらには1911年（明治44年）の帝国劇場開場へとつながる。後世の歌舞伎の近代化の重要な一石となった。

## その他
- 2007年、国際文化会館で行われた「松竹大歌舞伎」を天皇が鑑賞した。国際文化会館は井上邸跡地であり、井上邸での天覧歌舞伎から120年目にあたることから催されたものであった。

## 関連文献
- 倉田喜弘『芝居小屋と寄席の近代』（岩波書店、2006年）
- 中川右介『歌舞伎座物語』（PHP研究所、2010年）
- 法月敏彦『演劇研究の核心』（八木書店、2017年）